# نیکولیچوو
نیکولیچوو (به صربی: Nikoličevo) یک منطقهٔ مسکونی در صربستان است که در زایچار واقع شده‌است. نیکولیچوو ۸۳۳ نفر جمعیت دارد.